# Tjesnac Jonji
Tjesnac Jonji (rus. Юный пролив) je tjesnac u otočju Severnaja zemlja, u Rusiji. Veći dio godineje prekriven ledom.

## Povijest
U početku nazvan tjesnac Jungšturm (rus. пролив Юнгштурм) po Roter Jungsturmu, omladinskoj sekciji njemačke komunističke omladine, a nakon 2. svj. rata mmu je promijenjeno ime u Junji (Mladost).
Tjesnac odvaja otok Pionir od  otoka Komsomolec, povezujući Karsko more na sjeverozapadu s tjesnacem Crvene armije na jugoistoku. Proteže se otprilike u smjeru sjeverozapad/jugoistok, a njegovo ušće u tjesnac Crvene armije nalazi se 23 km jugozapadno od rta Oktober. Najveća širina tjesnaca je 24 km, a najmanja 4 km.